# 馬爾斯 (謝苗諾夫卡區)
52°9′34″N 32°44′13″E / 52.15944°N 32.73694°E
馬爾斯（烏克蘭語：Марс），是烏克蘭北部的村莊，隸屬切爾尼希夫州的諾夫霍羅德-錫韋爾斯基區。該村面積0.16平方公里，海拔高度156米，2001年人口30，人口密度每平方公里187.5人。